# Grafen von Heunburg

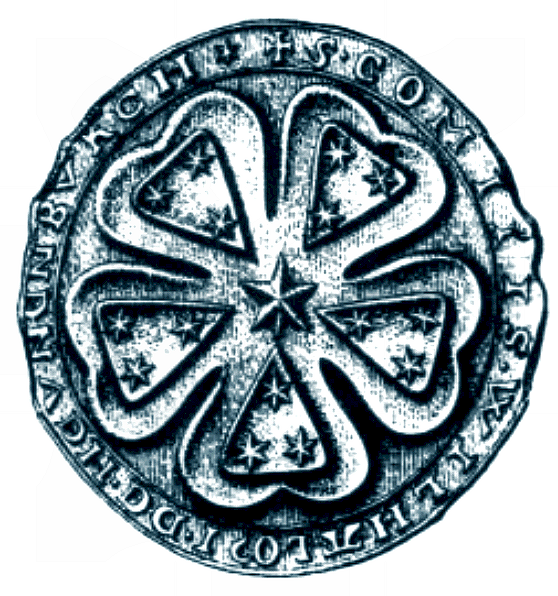
Wappen der Grafen von Heunburg, Kärnten 1242

Das Kärntner Grafengeschlecht der Grafen von Heunburg ist nachgewiesen in der Zeit von etwa 1050 bis 1322. Slowenische Historiker nehmen an, dass das Geschlecht sächsischen Ursprungs und der Erste in Kärnten Gero (1050–1070) war, verheiratet mit der Tochter der Hemma von Gurk. In der Hierarchie standen sie in Kärnten gleich nach dem Herzog, sie waren jedoch keineswegs von geringerer Abkunft als die Herzöge selbst, und vor den Grafen von Ortenburg.
Die Grafen von Heunburg sind auch unter den Namen Haimburg und Hunnenburg bekannt. Den Namen erhielten sie vermutlich von ihrem Stammsitz Haimburg/Heunburg in Kärnten, einer Burg, die bereits zur Zeit Karls des Großen zum Schutz gegen die Awaren erbaut wurde. Die slowenische Bezeichnung für die Awaren ist Obri. Deshalb ist der slowenische Name für dieses Geschlecht auch Vovbrški oder Vovbržani – V Obre, das bedeutet etwa: Von hier aus geht es ins Awarenland.
Mit dem Grafen Hermann, dem Sohn Ulrichs II. von Heunburg und der Agnes von Baden-Österreich, erlosch 1322 das Geschlecht. Hermanns Schwester Katharina († 1316) ehelichte 1287 Ulrich von Sanneck, einen Vorfahren der späteren Grafen von Cilli.

## Wappen
Drei achtstrahlige goldene Sterne (Anordnung 2,1; 2 Sterne oben,1 Stern unten) auf blauem Grund.
Später, nach dem Erlöschen der Grafen von Heunburg (1322) kam das Wappen an deren Verwandte, die Herren von Sanneck, die 1341 in den Grafenstand, mit der Bezeichnung Grafen von Cilli, und 1436 in den Reichsfürstenstand erhoben wurden.
Die drei goldenen, aber sechsstrahligen Sterne auf blauem Grund sind Bestandteil des Wappens der Stadt Celje/Cilli und des Staatswappens der Republik Slowenien.

## Mosaiksteinchen (nach Schmutz)
- Um 1030/1050 kamen Wolfger und Friedrich von Heunburg dem König Stephan I. von Ungarn im Kriege gegen die Bulgaren zu Hilfe. Ein Heunburger tötete den Bulgarenfürsten, wofür er von König Stephan reichlich belohnt wurde.
- Im Jahre 1192 wurde Wilhelm von Heunburg in einer Stiftungsurkunde von Seckau von Ottokar, dem Herzog von Steiermark, als Zeuge aufgeführt.
- 1243 erschien Agnes von Heunburg als Gemahlin Wilhelms von Schärfenberg.
- Um 1248 lebten Arnold und Heinrich von Heunburg.
- Ein Ulrich von Heunburg führte zusammen mit Wilhelm von Schärfenberg, Otto von Weißeneck, Eberhard von St. Peter und dem Bischof von Salzburg eine Fehde gegen Heinrich und Ludwig, Söhne des Herzogs Meinhard II. von Kärnten, in der es ihnen gelang, zunächst die Burgen Rabenstein, Silberburg und Buhlendorf zu erobern. Doch Konrad von Auffenstein[2], und Goldo, dem Hauptmann von Völkermarkt, gelang es, Wilhelm von Schärfenberg und Eberhard von St. Peter gefangen zu nehmen, wodurch sie gezwungen waren, die eroberten Burgen wieder herauszugeben.
- Wilhelm von Heunburg führte 1259 mit den Grafen von Ortenburg eine Fehde wegen der Festung Losach.
- Ulrich II. von Heunburg († 1308) war verheiratet mit Agnes, Großnichte des Herzogs Friedrich II. von Österreich (Babenberg) und Witwe des Herzogs Ulrich III. († 1269) von Kärnten. Um 1290 wurde er von Herzog Albrecht von Österreich (Habsburg) zum Schutz- und Vogtherren des Klosters Oberburg (slowenisch Gornji Grad) im Sanngebiet ernannt. Seine Schwester Margarethe vermählte sich mit dem Grafen Ulrich von Pfannberg; als Mitgift brachte sie neben 1000 Mark Silber auch die Feste Rabenstein im Lavanttal mit in die Ehe.
- Im Streit Ulrichs III. von Heunburg mit den Herzögen von Kärnten trat Graf Ulrich von Ortenburg als Vermittler auf und bewirkte, dass sich Ulrich mit einem jährlichen Gehalt von 1000 Pfund Pfennig nach Neustadt begeben durfte, wo er bis zum Tod seiner Gemahlin lebte, sich aber dann mit der Erlaubnis des Herzogs Albrecht wieder nach Heunburg begab. Er verkaufte im Jahre 1292 die Herrschaft Siebeneck (Žebnik) in Krain für 21.000 Mark Silber an Herzog Albrecht. Dafür erwarb er von Adolph von Khreig im Sallachtal die Herrschaft Eckenstein und einige weitere Güter.

## Genealogie
(nach K. Tangl u. a.)
Vorfahren (ungewiss, siehe auch Ottwin):
NN, Graf von Trixen/Truchsen
- Gero, Graf von Trixen (1072) (oder Weriandus?)
  - Wilhelm I. (1103), Graf von Trixen und Zeltschach bzw. Heunburg

Gesicherte Filiation:
Wilhelm I. von Heunburg (1103)
- Pilgrim von Puzol/Pozzuolo-Hohenwart († vor 1162), Mundschenk des Patriarchen von Aquileia, ⚭ NNw, Tochter von Friedrich II. von Peilstein
  - Günther von Pozzuolo-Hohenwart († 1140 Regensburg), Markgraf von Soune, misshandelte Abt Wolfhold von Admont
- Poppo (1124, 1135)
- Walchoun († 1136)
- Ottwin († vor 1141)
  - Wilhelm II. († um 1150)
    - Brigitta († nach 1199), ⚭ Otto, Graf von Ortenburg († 1197)

  - Ulrich I. (1141, † 1192)
    - Wilhelm III. († um 1230), ⚭ Kunigund von Gutenberg
    - Poppo II. (1191), Kaplan zu Salzburg, ?Bischof von Petina (Istrien)
    - Cholo (+ 18. März, früh)
    - Wulfing (+ 18. März, früh)
    - Gero († um 1192 bzw. 1191–1220 bzw. um 1212), ⚭ Elisabeth, Tochter von Rapoto I. (Ortenburg)
      - Albert († nach 1252), Domherr zu Passau
      - Wilhelm IV. „der Milde“ (=Freigebige) († 1249), ⚭ NNw, Tochter von ?Meinhard von Kainach
        - Heinrich († 1256)
        - Ulrich II. († 1308), ⚭ Agnes von Baden-Österreich († 1295)
          - Friedrich († 1316/17), Vogt von Oberburg, ⚭ Adelheid († 1312–1317), ?Tochter von Konrad von Auffenstein
          - Hermann († 1322, Erlöschen des Geschlechtes im Mannesstamm), ⚭ Elisabeth, Tochter von Albert III. von Görz
          - Margarete ⚭ I. Leopold von Sanneck († 1286), ⚭ II. 1288 Ulrich IV. von Pfannberg († 1311/18)
            - Ulrich V. von Pfannberg († 1354), Miterbe

          - Elisabeth († nach 1327, kinderlos), ⚭ I. Hermann von Pfannberg († 1287), ⚭ II. Heinrich von Hohenlohe († nach 1327)
          - Katharina († nach 1315), ⚭ Ulrich von Sanneck († zwischen 1314 und 1318)
            - Friedrich I. von Sanneck/Cilli († 1359/60), Miterbe

## Ministerialen der Grafen von Heunburg
Zu den Ministerialen der Grafen von Heunburg zählten unter anderen die
- Gutensteiner
- Wartheimer
- Schrankbaumer[3]
- Labecker

## Besitz
Die Heunburger hatten Besitz in Kärnten, Steiermark und Krain.

### Kärnten
- Heunburg mit Teilen des Lavanttales
- Bleiburg (slowenisch Pliberk)
- Heunburgerhof
- Moosburg
- Trixen (slowenisch Trušnje)

### Steiermark
- Arnfels
- Offenburg (nw. Judenburg in Obersteier), (Friedrich von Heunburg)

- Prassberg (Mozirje)
- Rohitsch (Rogatec)
- Schallegg (Šalek, heute in Velenje)
- Schmierenberg (bei Leutschach)
- Schönstein (Šoštanj)
- Tüffer (Laško)
- Thurn bei Velenje

#### Lehen des Patriarchats von Aquileja
- Frasslau (Braslovče)
- Furtheneck/Forchtenegg (Forhtenek)
- Gablenitz
- Lemberg/Löwenberg (Lemberg, Cilli)
- Neideck
- Neukirch (Nova Cerkev)
- Oberburg (Gornji Grad)
- Pleswitz
- Prassberg (Mozirje)
- Prillach
- Schallthal
- St. Peter im Nonthal
- Stuboden
- Truren
- Zerau

### Krain
- Siebenegg (Žebnik pri Radečah) von Ulrich I. von Heunburg bis 1293